# Radikal 177
Radikal 177 mit der Bedeutung „Leder“ ist eines von elf der 214 traditionellen Radikale der chinesischen Schrift, die mit neun Strichen geschrieben werden.
Mit 43 Zeichenverbindungen in Mathews’ Chinese-English Dictionary gibt es relativ viele Schriftzeichen, die unter diesem Radikal im Lexikon zu finden sind.
Radikal Leder nimmt nur in der Langzeichen-Liste traditioneller Radikale, die aus 214 Radikalen besteht, die 177. Position ein. In modernen Kurzzeichen-Wörterbüchern kann es sich an ganz anderer Stelle finden. Im Neuen chinesisch-deutschen Wörterbuch aus der Volksrepublik China steht es zum Beispiel an 212. Stelle.
Es gibt für das Leder zwei Radikale. Dieser hier ist weit verbreitet und hat viele Ableitungen, während der andere (Radikal 107) nur vier hat. Heute lässt sich die Unterscheidung nur schwer erklären. Doch zeigt das Piktogramm ein Schaffell, das aufgehängt ist (die beiden horizontalen Linien) und von zwei Händen abgeschabt wird.
Als Sinnträger für Leder stellt 革 seine Zeichen in diese Bedeutung wie zum Beispiel: 靴 (= Stiefel), 鞍 (= Sattel), 鞘 (qiao = Schwertscheide).
Für 革 steht auch das Hexagramm 49  des I Ging.

## Schriftzeichenverbindungen, die vom Radikal 177 regiert werden
| Striche | Zeichen                                                  |
| ------- | -------------------------------------------------------- |
| +0      | 革                                                       |
| +02     | 靪                                                       |
| +03     | 靫 靬 靭 靮 靯 靰 靱                                     |
| +04     | 靲 靳 靴 靵 靶 靷 靸 靹                                  |
| +05     | 靺 靻 靼 靽 靾 靿 鞀 鞁 鞂 鞃 鞄 鞅 鞆                   |
| +06     | 鞇 鞈 鞉 鞊 鞋 鞌 鞍 鞎 鞏 鞐 鞑 鞒                      |
| +07     | 鞓 鞔 鞕 鞖 鞗 鞘 鞙                                     |
| +08     | 鞚 鞛 鞜 鞝 鞞 鞟 鞠 鞡                                  |
| +09     | 鞢 鞣 鞤 鞥 鞦 鞧 鞨 鞩 鞪 鞫 鞬 鞭 鞮 鞯 鞰 鞱 鞲 鞳 鞴 |
| +10     | 鞵 鞶 鞷                                                 |
| +11     | 鞸 鞹 鞺 鞻                                              |
| +12     | 鞼 鞽 鞾 鞿                                              |
| +13     | 韀 韁 韂 韃                                              |
| +14     | 韄 韅                                                    |
| +15     | 韆 韇 韈                                                 |
| +17     | 韉                                                       |
| +21     | 韊                                                       |

 Im Unicodeblock Kangxi-Radikale ist das Radikal 177 unter der Codepointnummer 12.208 (U+2FB0) codiert.